# تیرونش دیبابا
تیرونش دیبابا (به انگلیسی: Tirunesh Dibaba) ورزشکار زن رشتهٔ دو و میدانی اهل کشور اتیوپی است. وی در بین سال‌های ۲۰۰۴ تا ۲۰۱۲ میلادی در مسابقات بازی‌های المپیک تابستانی در مجموع ۵ مدال، شامل ۳ مدال طلا و ۲ برنز را کسب کرد.
او در المپیک ۲۰۱۶ ریو، صاحب مدال برنز شد.